# Woods Motor Vehicle Company

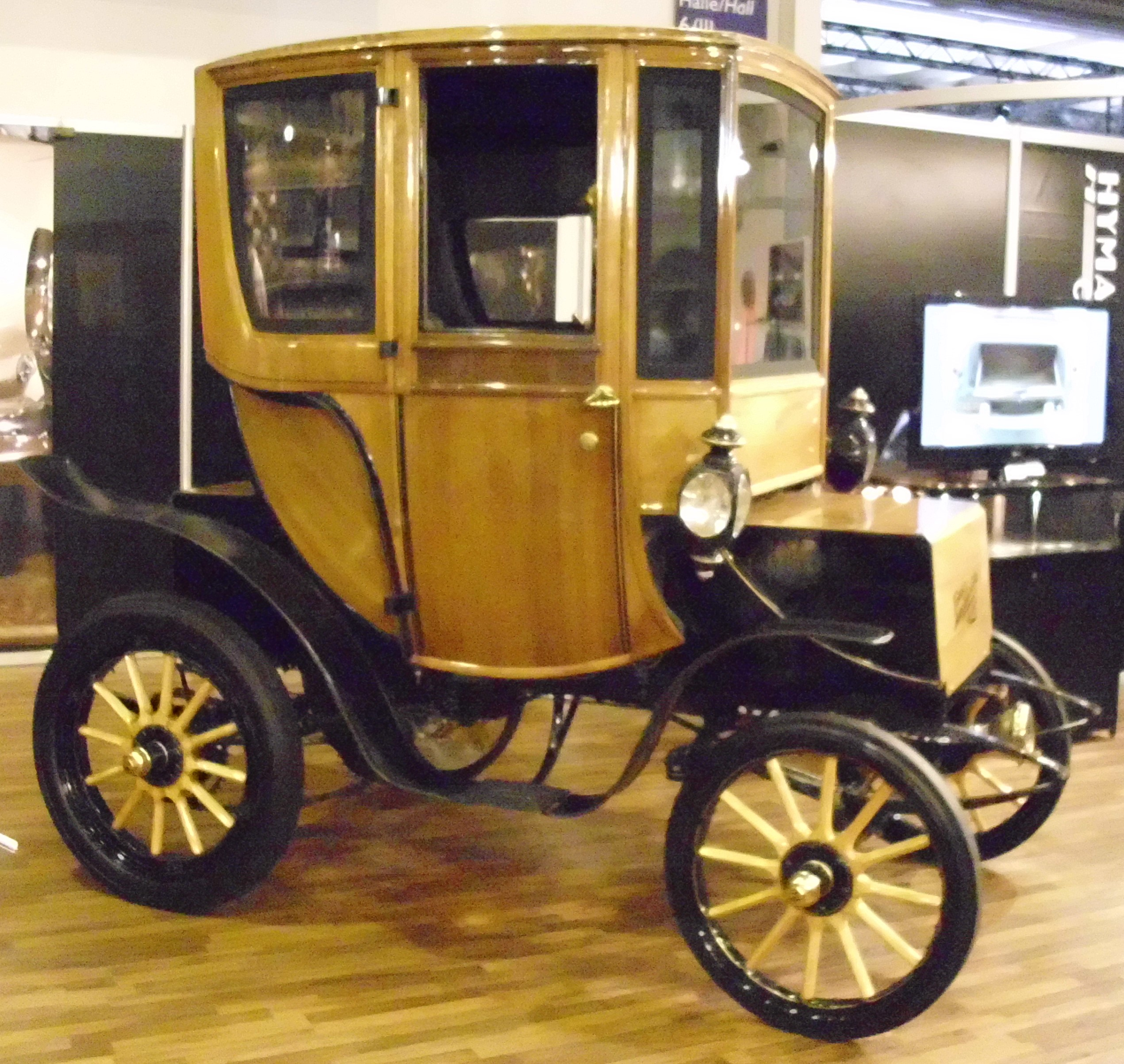
Woods mit Elektromotor von 1905

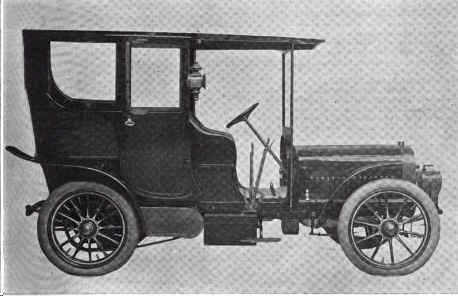
Woods mit Ottomotor von 1905

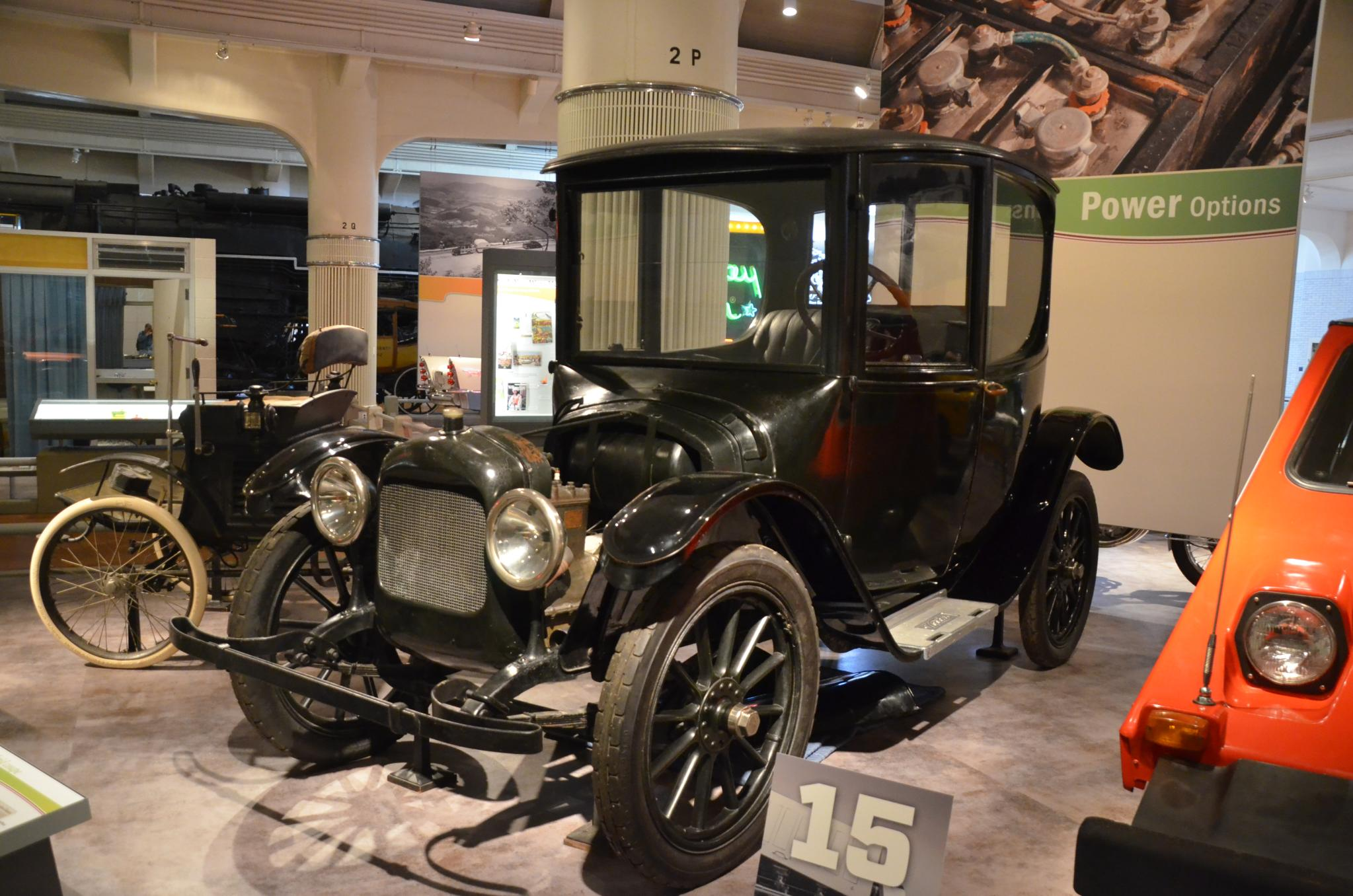
Woods mit Hybridmotor von 1916

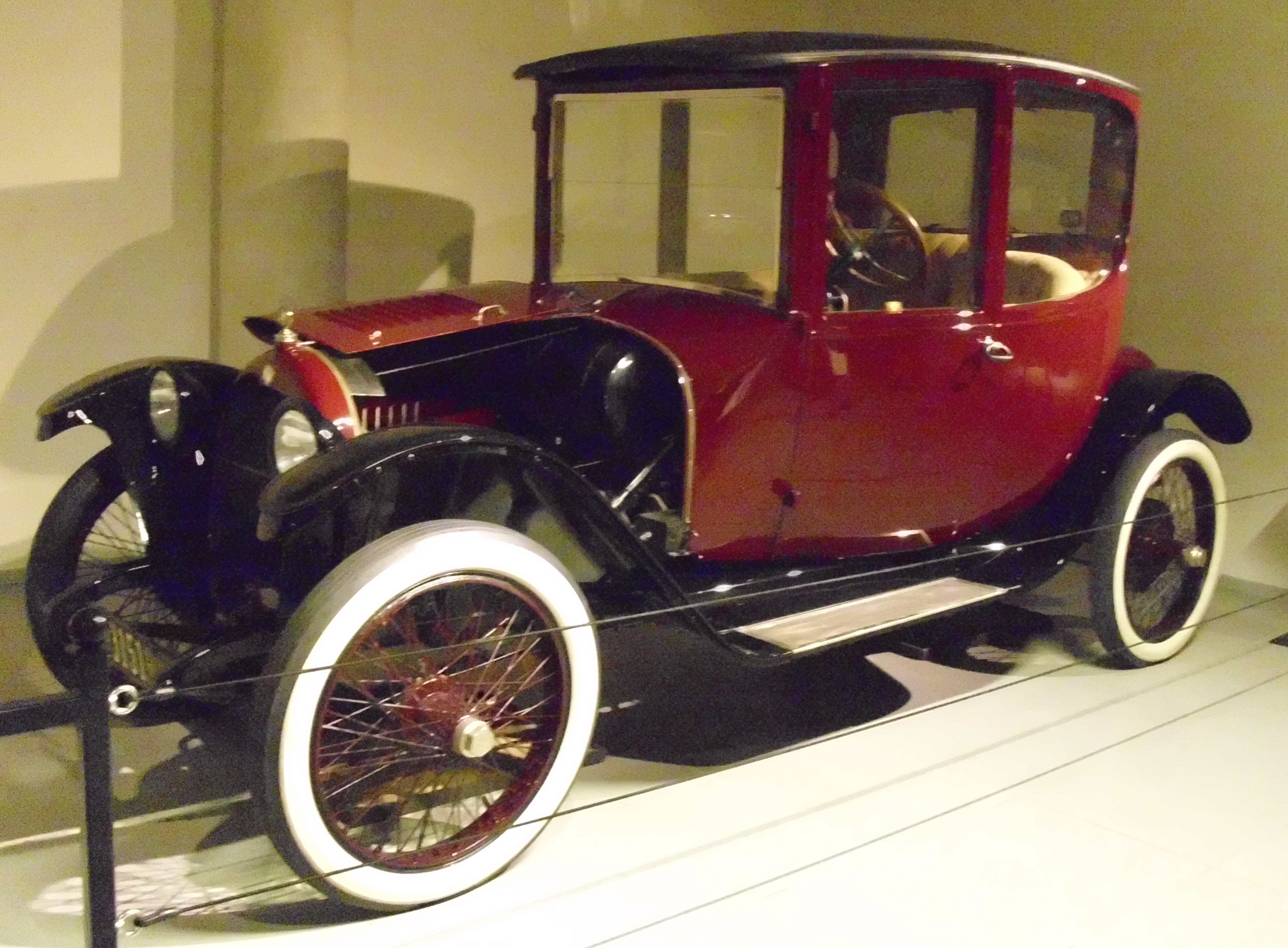
Woods Dual Power von 1917 im Louwman Museum

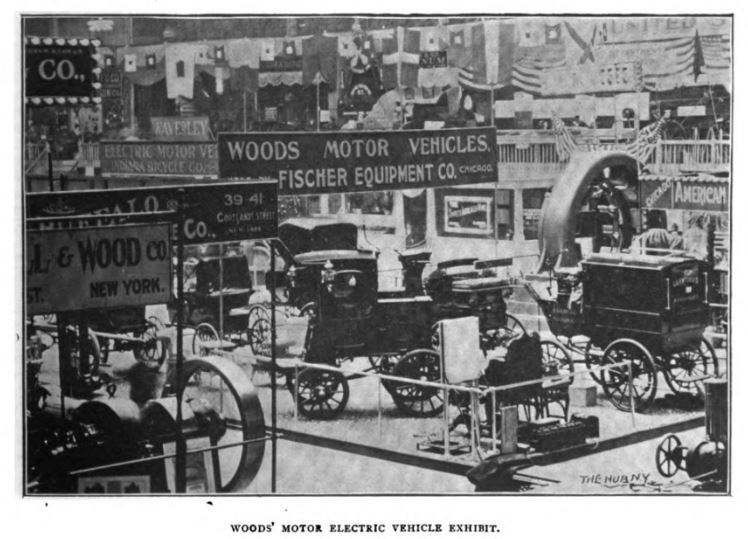
Stand auf einer Ausstellung 1899

Woods Motor Vehicle Company war ein US-amerikanischer Hersteller von Automobilen.

## Unternehmensgeschichte
Das Unternehmen wurde Anfang 1899 in Chicago in Illinois gegründet. Ziel war, in Konkurrenz mit der Electric Vehicle Company zu treten. Das Unternehmen erwarb Patente von Clinton Edgar Woods, der ab 1897 Elektroautos als Clinton E. Woods vertrieb und eine Zeitlang auch als Superintendent für das Unternehmen tätig war. 1899 begann die Produktion von Automobilen. Der Markenname lautete Woods.
1901 begann eine Insolvenz, die 1902 überstanden wurde. Im Juli 1902 übernahm Jay Dixon Chappell das Unternehmen. Nun entstanden auch Lastkraftwagen und Omnibusse. 1905 wurde Louis Burr Präsident. Ein neues Werk wurde gebaut, in dem die Jahresproduktion verdreifacht werden konnte.
1918 endete die Produktion. Insgesamt entstanden über 13.000 Kraftfahrzeuge.

## Fahrzeuge
Zunächst wurden ausschließlich Elektroautos gefertigt. Anfangs war der Elektromotor im Bereich der Hinterachse montiert. Ab 1903 hatten die Wagen eine vordere Haube, die den Motorhauben von Fahrzeugen mit Ottomotor ähnelten. Darunter befanden sich die Batterien. Zwei Elektromotoren mit jeweils 2,5 PS Leistung trieben über ein Vierganggetriebe die Fahrzeuge an. Der modernere Aufbau als Tonneau mit Hecktür ähnelte ebenfalls der Konkurrenz mit Ottomotor.
Zwischen 1905 und 1907 stand ein Modell im Sortiment, das als Gasoline Car bezeichnet wurde. Es hatte einen Vierzylindermotor mit 40 PS Leistung. Jeweils 127 mm Bohrung und Hub ergaben 6435 cm³ Hubraum. Ob diese Fahrzeuge zusätzlich einen Elektromotor hatten und somit Hybridelektrokraftfahrzeuge waren, ist in der Literatur nicht eindeutig geklärt. Mit 38 Fahrzeugen 1905, 103 im Folgejahr und 114 im Jahr 1907 waren diese Wagen weniger erfolgreich als die Elektroautos.
Von 1908 bis 1916 gab es ausschließlich Elektroautos. Mit der Zeit verloren sie Marktanteile, insbesondere aufgrund ihrer begrenzten Reichweite.
1915 begann die Entwicklung von Fahrzeugen mit Hybridantrieb. Im Sommer 1916 erfolgte die Markteinführung für das Modelljahr 1917. Sie hatten einen selbst hergestellten Vierzylindermotor sowie einen Elektromotor. Bis zu einer Geschwindigkeit von 24 km/h trieb der Elektromotor die Fahrzeuge an, darüber der Ottomotor. Ab Juni 1917 wurde ein Vierzylindermotor von der Continental Motors Company verwendet. Das Fahrzeugkonzept war noch nicht ausgereift. Es kam zu etlichen Garantiefällen. 1918 lagen zwar 1300 Bestellungen vor, allerdings konnten nur noch 628 Fahrzeuge gefertigt werden.
Eine Übersicht über die einzelnen Modelle und Aufbauten für jedes Jahr ist der nachfolgenden Tabelle zu entnehmen.

## Modellübersicht
| Jahr | Modell       | Ausführung | Zylinder | Leistung (PS) | Radstand (cm) | Aufbau |
| ---- | ------------ | --- | -------- | ------------- | ------------- | --- |
| 1903 | Electric     | Style 1/2 A Style 2 Style 3 Style 4 Style 5 Style 6-2 Style 7 Style 8 Style 9 A Style 9 B Style 10 Style 11 Style 12 Style 13 Style 14 |          |               |               | Road Wagon Park Buggy Park Trap Brake Surrey Stanhope Phaeton Spider Full Mail Phaeton Demi Mail Phaeton Physician’s Coupé Hansom Cab Victoria Hansom Cab Brougham Victoria |
| 1904 | Electric     | Style 101 |          |               | 163           | Runabout |
| 1904 | Electric     | Style 102 |          |               | 175           | Stanhope |
| 1904 | Electric     | Style 103 |          |               | 188           | Victoria |
| 1904 | Electric     | Style 104 |          |               | 224           | Tonneau |
| 1904 | Electric     | Style 105 |          |               | 173           | Round Front Brougham |
| 1904 | Electric     | Style 107 |          |               | 178           | Straight Front Brougham |
| 1904 | Electric     | Style 112 |          |               | 183           | Lieferwagen |
| 1904 | Electric     | Style 114 |          |               | 185           | Queen Victoria |
| 1904 | Electric     | Style 115 |          |               | 211           | Landaulet |
| 1904 | Electric     | Style 116 |          |               | 224           | Front Operated Extension Front Brougham |
| 1904 | Electric     | Style 117 |          |               | 185           | Rear Operated Extension Front Brougham |
| 1904 | Electric     | Style 118 |          |               | 218           | Station Wagon |
| 1904 | Electric     | Style 119 |          |               | 193           | Surrey |
| 1904 | Electric     | Style 120 |          |               | 185           | Inside Operated Brougham |
| 1905 | Electric     | Style 102 |          |               | 175           | Stanhope |
| 1905 | Electric     | Style 103 |          |               | 188           | Victoria |
| 1905 | Electric     | Style 105 |          |               | 173           | Round Front Brougham |
| 1905 | Electric     | Style 107 |          |               | 178           | Straight Front Brougham |
| 1905 | Electric     | Style 114 |          |               | 185           | Queen Victoria |
| 1905 | Electric     | Style 115 |          |               | 211           | Open Landaulet |
| 1905 | Electric     | Style 116 |          |               | 224           | Front Operated Extension Brougham |
| 1905 | Electric     | Style 117 |          |               | 191           | Rear Operated Extension Brougham |
| 1905 | Electric     | Style 118 |          |               | 218           | Station Wagon |
| 1905 | Electric     | Style 119 |          |               | 193           | Surrey |
| 1905 | Electric     | Style 120 |          |               | 185           | Inside Operated Brougham |
| 1905 | Electric     | Style 121 |          |               | 208           | Canopy Top Bus |
| 1905 | Electric     | Style 201 |          |               | 163           | Runabout |
| 1905 | Gasoline Car | | 4        | 40            | 274           | Side Entrance Tonneau, Limousine |
| 1906 | Electric     | Style 103 |          |               | 188           | Victoria |
| 1906 | Electric     | Style 105 |          |               | 173           | Round Front Brougham |
| 1906 | Electric     | Style 107 |          |               | 178           | Straight Front Brougham |
| 1906 | Electric     | Style 115 |          |               | 211           | Landaulet |
| 1906 | Electric     | Style 116 |          |               | 224           | Front Drive Extension Brougham |
| 1906 | Electric     | Style 117 |          |               | 191           | Rear Drive Extension Brougham |
| 1906 | Electric     | Style 118 |          |               | 218           | Station Wagon |
| 1906 | Electric     | Style 119 |          |               | 193           | Surrey |
| 1906 | Electric     | Style 120 |          |               | 185           | Inside Drive Brougham |
| 1906 | Electric     | Style 201 |          |               | 185           | Runabout |
| 1906 | Electric     | Style 202 |          |               | 244           | Extension Front Brougham |
| 1906 | Electric     | Style 214 A |          |               | 185           | Queen Victoria |
| 1906 | Gasoline Car | | 4        | 40            | 305           | Tonneau, Tourenwagen, Limousine, Pullman |
| 1907 | Electric     | Style 214 A |          |               | 185           | Queen Victoria Brougham |
| 1907 | Electric     | Style 214 B |          |               | 185           | Queen Victoria |
| 1907 | Electric     | Style 215 |          |               | 211           | Extension Landaulet |
| 1907 | Electric     | Style 216 |          |               | 224           | Extension Brougham |
| 1907 | Electric     | Style 217 |          |               | 191           | Special Landaulet |
| 1907 | Gasoline Car | | 4        | 40/45         | 305           | Tourenwagen 7-sitzig, Limousine 7-sitzig |
| 1908 | Electric     | Queen Victoria |          |               | 185           | Brougham, Roadster |
| 1909 | Electric     | Queen Victoria |          |               | 185           | Brougham, Roadster |
| 1910 | Electric     | Style 214 |          |               | 188           | Victoria |
| 1910 | Electric     | Style 214 C |          |               | 188           | Brougham |
| 1910 | Electric     | Style 1012 |          |               | 218           | Coupé |
| 1911 | Electric     | Model 1012 |          |               | 218           | Coupé |
| 1911 | Electric     | Model 1014 |          |               | 188           | Coupé |
| 1911 | Electric     | Model 1014 C |          |               | 188           | Brougham |
| 1912 | Electric     | Model 1316 |          |               | 229           | Extension Brougham |
| 1912 | Electric     | Model 1317 |          |               | 234           | Extension Brougham |
| 1912 | Electric     | Model 1318 |          |               | 274           | Limousine |
| 1913 | Electric     | Model 1319 |          |               | 234           | Victoria |
| 1913 | Electric     | Model 1320 |          |               | 234           | Roadster |
| 1913 | Electric     | Model 1321 |          |               | 234           | Brougham |
| 1913 | Electric     | Model 1322 |          |               | 259           | Brougham |
| 1913 | Electric     | Model 1323 |          |               | 234           | Front Drive Pony Limousine |
| 1913 | Electric     | Model 1324 |          |               | 234           | Rear Drive Pony Limousine |
| 1913 | Electric     | Model 1325 |          |               | 234           | Vis-à-vis Brougham |
| 1914 | Electric     | Model 1332 |          |               | 259           | Brougham 5-sitzig |
| 1914 | Electric     | Model 1333 |          |               | 234           | Brougham 5-sitzig |
| 1914 | Electric     | Model 1334 |          |               | 234           | Brougham 4-sitzig |
| 1914 | Electric     | Model 1335 |          |               | 234           | Brougham |
| 1915 | Electric     | Model 1501 |          |               | 254           | Dual Control Brougham 5-sitzig |
| 1915 | Electric     | Model 1503 |          |               | 254           | Front Control Brougham |
| 1915 | Electric     | Model 1504 |          |               | 254           | Rear Control Brougham 5-sitzig |
| 1915 | Electric     | Model 1522 |          |               | 254           | Rear Control Brougham 4-sitzig |
| 1916 | Electric     | Model 1600 |          |               | 254           | Front Control Brougham 4-sitzig |
| 1917 | Dual Power   | |          |               | 279           | Coupé Coach |
| 1918 | Dual Power   | |          |               | 315           | Coupé Coach |

Quelle:

## Produktionszahlen
| Jahr  | Produktionszahl |
| ----- | --------------- |
| 1899  | 6               |
| 1900  | 12              |
| 1901  | 16              |
| 1902  | 31              |
| 1903  | 186             |
| 1904  | 215             |
| 1905  | 448             |
| 1906  | 609             |
| 1907  | 1.047           |
| 1908  | 1.110           |
| 1909  | 1.118           |
| 1910  | 1.116           |
| 1911  | 1.228           |
| 1912  | 1.306           |
| 1913  | 1.118           |
| 1914  | 1.112           |
| 1915  | 1.016           |
| 1916  | 723             |
| 1917  | 538             |
| 1918  | 628             |
| Summe | 13.583          |

Quelle: